# Прапор Келихова
Прапор Келихова — офіційний символ села Келихів, Коломийського району Івано-Франківської області, затверджений 27 січня 2023 р. рішенням сесії Заболотівської селищної ради.
Автори — А. Гречило та В. Косован.

## Опис
Квадратне полотнище, що складається із трьох горизонтальних смуг, розділених хвилясто (співвідношення їхніх ширин рівне 7:2:7), на верхній синій смузі стоїть посередині жовтий келих, на нижній чорній — жовта 5-пелюсткова квітка калюжниці.

## Значення символів
Жовтий келих є називним символом, який асоціюється з назвою поселення. Хвиляста смуга означає розташування села над річкою Чорнявою, а чорне поле та квітка калюжниці вказують на розташований поруч заповідне урочище Чорняве, в якому зростають рідкісні види рослин.